# 平安忠
平 安忠（たいら の やすただ）は、平安時代中期の武将。『岩城代々之系図』によれば平維茂の子とされる。常陸権守に任じられたため、海道権守とも呼ばれ、岩城氏の実質的な祖となった。ただし、一次史料は存在しないため、実在性が疑問視されることもある。